# میکون (آلاباما)
میکون (به انگلیسی: Macon) یک منطقهٔ مسکونی در ایالات متحده آمریکا است که در شهرستان کلهون، آلاباما واقع شده‌است. میکون ۱۵۳٫۹۳ متر بالاتر از سطح دریا واقع شده‌است.